# Banachova algebra
V matematice, speciálně ve funkcionální analýze Banachova algebra pojmenována podle Stefana Banacha je asociativní algebra A nad reálnými nebo komplexními čísly, která je současně Banachovým prostorem. Algebraické násobení a norma Banachova prostoru musí splňovat následující nerovnost:
{\displaystyle \forall x,y\in A:\|x\,y\|\ \leq \|x\|\,\|y\|}
(tedy norma součinu je menší než nebo rovna součinu norem). To zajistí, že operace násobení je spojitá. Tuto vlastnost lze najít u reálných a komplexních čísel, například |-6×5| ≤ |-6|×|5|.
V předchozím textu zvolňujeme Banachův prostor do normovaného prostoru, analogická struktura se nazývá normovaná algebra.